# RSC Lokomotivstadion
Het RSC Lokomotivstadion (Russisch: Республиканский спортивный комплекс «Локомотив»; Oekraïens: Республіканський спортивний комплекс «Локомотив») is multifunctioneel stadion in Simferopol, een stad op de Krim, een betwist gebied. Het stadion wordt vooral gebruikt voor voetbalwedstrijden, de voetbalclub FC TSK Simferopol maakt gebruik van dit stadion. Tussen 1967 en 2004 maakte Tavrija Simferopol gebruik van dit stadion. Het stadion biedt plaats aan 19.978 toeschouwers. Het werd gebouwd in 1967 en gerenoveerd in 2004.
Het nationale elftal van de Sovjet-Unie speelde 4 keer in dit stadion. De eerste keer was, in 1979, een vriendschappelijk duel tegen Bulgarije, die wedstrijd eindigde in een 3–1 overwinning voor Sovjet-Unie. Ook speelde het 2 kwalificatiewedstrijden voor het EK voetbal 1988. Het speelde tegen Noorwegen (4–0) en IJsland (2–0). Ten slotte speelde het land nog eenmaal WK-Kwalificatiewedstrijd tegen Turkije (2–0).